# アエロワゴン
アエロワゴンまたはアエロモトワゴン（ロシア語: Аэроваго́н、аэродрези́на）は、ラトビア出身のソ連のエンジニア、ヴァレリアン・アバコフスキーによって発明された航空用エンジンとプロペラによる推進装置を備えた実験的な高速鉄道車両。最大で140km /hもの速度を出した。もともとはソ連の公務員を運ぶことを目的としていた。

## 脱線事故
1921年7月24日、フョードル・セルゲイエフが率いる第1回プロフィンテルン会議への代表団が、試運転のためのエアロワゴンでモスクワからトゥーラ炭鉱に向かい地元の鉱山労働者と会談し、武器工場を訪問した。この試運転にはアバコフスキーも同乗していた。彼らは首尾よくトゥーラに到着したが、モスクワへの帰り道、アエロワゴンはセルプホフの近くで高速で脱線し、乗車していた22人のうち7人が死亡した。
公式調査では、脱線の原因は線路の状態が悪かったためと結論づけられた。アルチョム・セルゲーエフ（犠牲者フョードル・セルゲーエフの息子）は、トロツキーによる妨害工作を主張した。

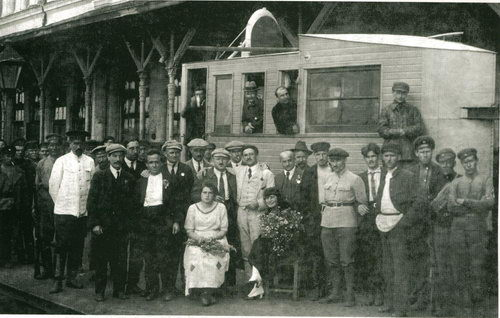
コミンテルン第3回大会とプロフィンテルン第1回大会の際、アバコフスキーのアエロワゴンの前のフョードル・セルゲーエフ生前最後の写真。

### 犠牲者
事故の結果、次の人々が犠牲となった。
- イワン・コンスタンティノフ（ロシア語版）（ブルガリア代表）
- ポール・フリーマン (共産主義者)（英語版）（オーストラリア代表）
- オスカー・ゲルブリッヒ（ロシア語版）（ドイツ代表）
- ウィリアム・ジェイムス・ヒューレット（英語版）（イギリス代表）
- フョードル・セルゲーエフ（英語版、ロシア語版）（この隊の引率者）
- オットー・ストラパット（ドイツ代表）
- ヴァレリアン・アバコフスキー（開発者、25歳）

事故時に死亡した7人は、クレムリンの壁のネクロポリスに埋葬された。

## 影響
アエロワゴンはドイツのシーネンツェッペリン、アメリカのM-497、およびソ連のターボジェット・トレインの前身であり、これら3つはすべて鉄道車両と航空機エンジンの組み合わせを特徴とする試験車である。